# Miguel V. Martínez
Miguel Vicente Martínez Barreiro (Montevideo, Uruguay, 5 de abril de 1862 - ídem, 15 de diciembre de 1937) fue un magistrado uruguayo, miembro de la Alta Corte de Justicia de su país entre 1925 y 1933. 

## Primeros años
Nació en Montevideo el 5 de abril de 1862, hijo de José Victoriano Martínez y de Dolores Barreiro.
Se graduó como abogado en 1883 en la Universidad Mayor de la República.
Ejerció su profesión como abogado en Colonia durante un año.

## Carrera judicial (1884-1933)
Ingresó a la magistratura con solo 22 años al ser designado en octubre de 1884 como Juez Letrado en Rivera, cargo que inauguró al crearse dicho departamento.
Posteriormente ocupó los cargos de Juez Letrado en Río Negro desde mayo de 1885 y en Canelones a partir de julio de 1887.
En julio de 1892 fue trasladado a Montevideo para ocupar la titularidad del Juzgado de Hacienda recién creado.
En abril de 1894 fue trasladado al Juzgado Letrado de lo Civil de Primer Turno, en el que permaneció durante 13 años.
El 23 de diciembre de 1907, apenas constituida la primera Alta Corte de Justicia creada por ley 3.246, fue ascendido para integrar uno de los cargos en el Tribunal de Apelaciones de Primer Turno dejado vacante por los nuevos integrantes de la Corte.  
Permaneció en dicho Tribunal de Apelaciones durante 17 años y medio.
El 2 de julio de 1925 la Asamblea General lo eligió como miembro de la Alta Corte de Justicia, junto a Ramón Montero Paullier, para cubrir las vacantes generadas por el retiro de Ezequiel Garzón y Luis Romeu Burgues. Prestó juramento el mismo día.
La ley de creación de la Alta Corte preveía en su artículo 36 que los miembros de la misma y todos los magistrados del Poder Judicial en general cesarían en su cargo al cumplir 70 años de edad. En consecuencia, Martínez debía retirarse en abril de 1932, al llegar a esa edad.
Ello no obstante, el 21 de octubre de 1931 se promulgó la ley luego identificada como número 8.784, la que estableció la suspensión por el término de dos años, a contar desde su promulgación, de lo dispuesto por dicho artículo 36 (es decir, el límite de edad para los cargos judiciales). 
En consecuencia, Martínez pudo permanecer en la Alta Corte durante un año y medio más del inicialmente previsto para su cese, esto es, hasta el vencimiento del plazo de dicha ley especial. 
Desde la creación de la Corte en 1907, solo cuatro magistrados han ocupado cargos en la misma más allá de los 70 años:  Domingo González, Ezequiel Garzón y Benito Cuñarro (que como miembros de la Alta Corte fundacional fueron exceptuados por la ley 3.246 del límite de edad por ella establecido) y Martínez, al amparo de la mencionada ley 8.784. A partir de la Constitución de 1934, el cese obligatorio de los jueces a los 70 años se incorporó como norma de rango constitucional, por lo que ya no fue posible adoptar nuevas excepciones legales al respecto como las mencionadas. 
Al retirarse de la Corte en octubre de 1933, Martínez completaba 49 años exactos de carrera judicial ininterrumpida (iniciada en octubre de 1884), un récord prácticamente sin parangón en la historia del Poder Judicial uruguayo.
Su reemplazante en la Corte fue Juan Aguirre González, quien fue electo como tal recién en junio de 1934.

## Otras actividades y muerte
Fue Presidente del Club Católico de Montevideo y Vicepresidente de la Union Católica del Uruguay.
El 10 de mayo de 1934 fue designado para integrar el directorio del Consejo del Niño, recientemente creado, a propuesta de la Alta Corte de Justicia.
Falleció el 15 de diciembre de 1937, a los 75 años de edad.